# Ruud Wielart

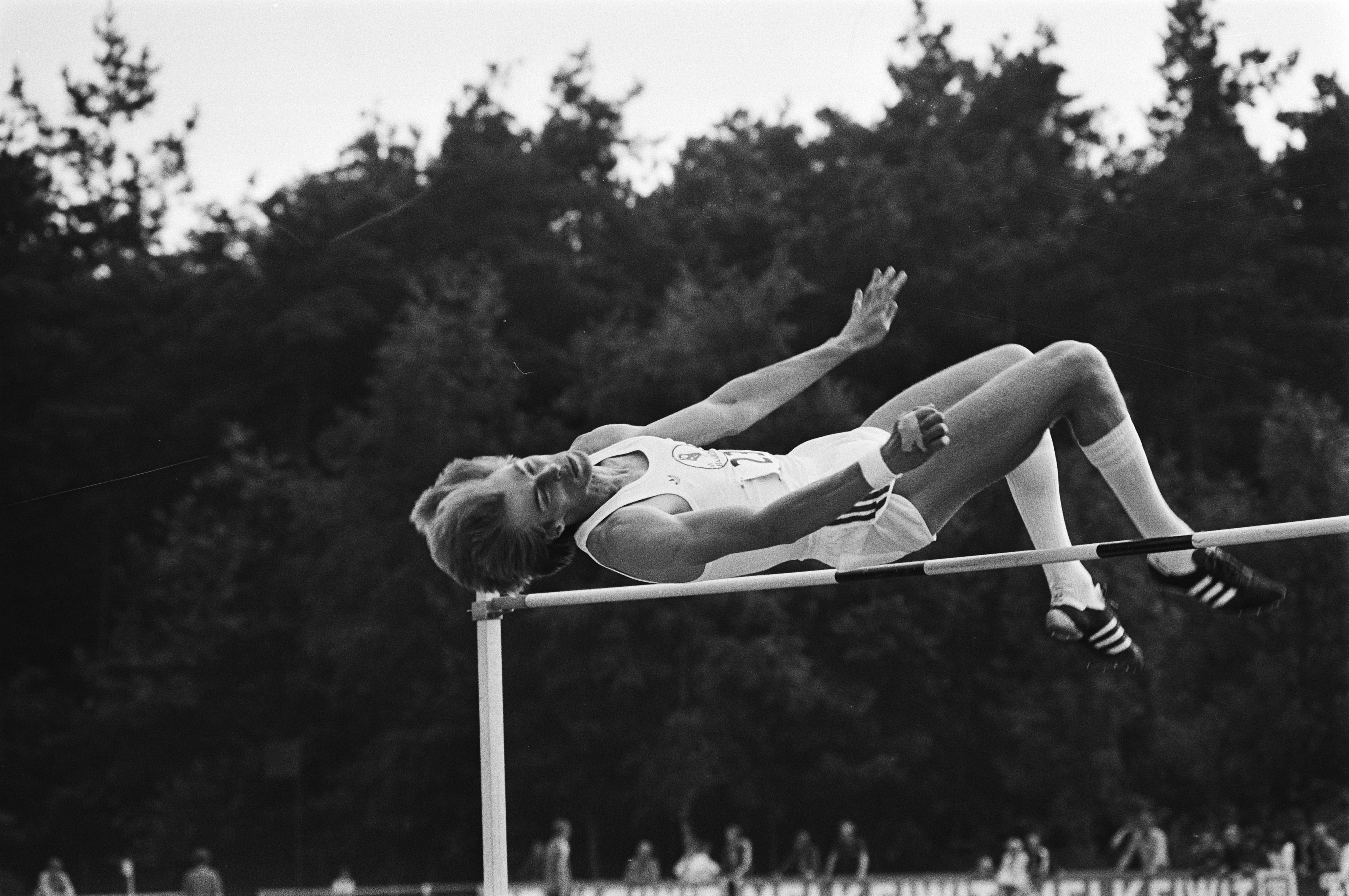
Ruud Wielart in 1979

Ruud Wielart (3 mei 1954) is een Nederlandse voormalige atleet, die gespecialiseerd was in het hoogspringen. Hij werd meervoudig Nederlands kampioen in deze discipline. In 1979 stelde hij het Nederlandse record op 2,28 m. Dit record bleef twintig jaar onaangetast. Met deze prestatie stond hij op een gedeelde achtste plaats op de wereldranglijst.

## Biografie

### In sneltreinvaart naar seniorenniveau
In 1967 werd Wielart lid van de Haarlemse Atletiekvereniging. Al gauw kwam daar zijn aanleg voor het hoogspringen aan het licht. Enkele jaren later behoorde hij op dit onderdeel zelfs al tot de beste junioren van Nederland en veroverde hij in 1971 bij de B-junioren zijn eerste nationale titel. In mei 1972 werd Wielart tevens de eerste Nederlandse junior die over 2,00 m sprong. Het was niet eens voor het eerst, want indoor had hij dat zelfs in januari al gedaan. Beide keren was Jan Willem Boogman de dupe, want die had een jaar eerder de Nederlandse jeugdrecords op 1,96 respectievelijk 1,97 gesteld.
Na die memorabele prestatie tilde Wielart het buitenrecord in iets meer dan een jaar tijd in zeven stappen naar 2,13 op 30 juni 1973. Dat was toen inmiddels tevens het Nederlandse record bij de senioren, want dat had hij twee weken eerder zich al eigen gemaakt met een sprong over 2,11. Net als eerder in februari van dat jaar toen hij, ook met 2,11, het senioren-indoorrecord van 2,08 van Ben Lesterhuis had afgepakt. Dat hij als eerstejaars A-junior nu al was doorgedrongen tot de Nederlandse seniorentop bewees hij vervolgens met het winnen van een zilveren medaille op de Nederlandse kampioenschappen. Een jaar later werd hij voor de eerste maal Nederlands kampioen. Deze titel zou hij bij de senioren, in- en outdoor tezamen, in totaal zeventienmaal veroveren.

### 2,20 m onvoldoende voor OS 1976
Die seniorenrecords in 1973 bleken nog maar het begin. In een artikel in De Telegraaf dat jaar gaf Wielart te kennen, dat hij er naar zijn inschatting nog een jaar of vier over zou doen om de aansluiting met de wereldtop tot stand te brengen. 'Zoiets van 2,20', zei hij toen. Wielart hield woord. In drie stappen bereikte hij dat niveau. Via 2,14 in 1974 en 2,17 in 1975 wipte hij op 6 juni 1976 bij een wedstrijd in Dortmund over 2,20. 'Cisca Jansen en Ruud Wielart kloppen op Montreal-poort' kopte Dick Loman in De Atletiekwereld van 17 juni 1976, doelend op de op handen zijnde Olympische Spelen in Montreal dat jaar. De enthousiaste AW-redacteur had echter buiten de waard gerekend, in casu een uiterst kritisch NOC. Dat vond dat Wielart wel erg vroeg in het seizoen aan de kwalificatie-eis had voldaan. Men stelde nu de aanvullende eis, dat er een redelijke kans moest bestaan om in Montreal bij de eerste twaalf te eindigen. Dat moest hij ook nog maar eens laten zien, bijvoorbeeld door een overwinning in een sterk springersveld. Daaraan voldeed Wielart. Op 5 juli 1976, een dag voor de sluiting van de kwalificatietermijn, won hij een internationaal hoog gewaardeerde wedstrijd in Stockholm. Zijn winnende sprong was 2,18. Het NOC was echter van mening, dat dit minstens 2,20 had moeten zijn en wees de kandidatuur van Wielart, ondanks last-minute overleg tussen de KNAU en het NOC, alsnog af. In de pers loog de verontwaardiging rond deze afwijzing er niet om. Zelfs Studio Sport vond de afwijzing van Wielart op zijn minst merkwaardig, zo niet belachelijk. Men bedacht daarom een mooie stunt. Men bracht in de studio een heuse hoogspringinstallatie in gereedheid en nodigde Wielart op de avond van de hoogspringfinale in Montreal uit om in de studio gelijk op met die finale te komen springen. Wielart nam de uitdaging aan en kwam die avond tot een hoogte van 2,18. Hiermee zou hij in Montreal, waar de finale overigens in regenachtige omstandigheden werd afgewerkt, gedeeld vijfde zijn geworden! 

### Medaille op EK indoor
Wielart liet zich door de afwijzing voor Montreal niet ontmoedigen. In het jaar dat volgde bewees hij, dat hij in elk geval tot de Europese top behoorde door bij de Europese indoorkampioenschappen in het Spaanse San Sebastian zijn beste internationale prestatie te leveren. Met de nationale indoorrecordhoogte van 2,22 behaalde hij een bronzen medaille. Daarmee eindigde hij achter de Poolse olympische kampioen van Montreal, Jacek Wszola (goud; 2,25) en de nummer acht van Montreal, de Oost-Duitser Rolf Beilschmidt (zilver; 2,22).
Drie jaar later behaalde Wielart op deze zelfde kampioenschappen een zevende plaats.

### Aansluiting met wereldtop
In de jaren zeventig, de periode waarin het wereldrecord bij het hoogspringen evolueerde van 2,29 naar 2,34, bracht Wielart op dit punt in zijn eentje de aansluiting tot stand tussen de Nederlandse atletiek en de wereldtop. In twaalf stappen, te beginnen in 1973, toen hij het Nederlandse record van 2,10 van Peter Geelen overnam door 2,11 te springen, belandde hij zes jaar later op 2,28. Dit record zou hij tot 1999 in handen houden, toen Wilbert Pennings er 2,30 van maakte.

### Latere activiteiten
Tegenwoordig is Wielart krachttrainer op Varkenoord. Hij is als hoogspringer nog altijd actief en verbeterde verschillende veteranenrecords.
Zijn oudere broer Wijndert Wielart was eind jaren zestig en begin jaren zeventig een talentvol sprinter en werper, terwijl zijn zoon Jurgen Wielart zich heeft ontwikkeld tot een verdienstelijke 400 meterloper.

## Nederlandse kampioenschappen
Outdoor
| Onderdeel    | Jaar                                                 |
| ------------ | ---------------------------------------------------- |
| hoogspringen | 1973, 1975, 1976, 1978, 1979, 1980, 1985, 1986, 1988 |

Indoor
| Onderdeel    | Jaar                                           |
| ------------ | ---------------------------------------------- |
| hoogspringen | 1974, 1976, 1977, 1979, 1980, 1981, 1985, 1986 |

## Records

### Persoonlijke records
| Onderdeel              | Prestatie      | Datum            | Plaats    |
| ---------------------- | -------------- | ---------------- | --------- |
| hoogspringen (outdoor) | 2,28 m (ex-NR) | 1 september 1979 | Leiden    |
| hoogspringen (indoor)  | 2,26 m (ex-NR) | 17 februari 1980 | Rotterdam |

### Nederlandse seniorenrecords
Outdoor
| Onderdeel    | Prestatie | Datum            | Plaats        |
| ------------ | --------- | ---------------- | ------------- |
| hoogspringen | 2,11 m    | 17 juni 1973     | Wilhelmshaven |
|              | 2,13 m    | 30 juni 1973     | Brussel       |
|              | 2,14 m    | 19 mei 1974      | Bonn          |
|              | 2,17 m    | 17 augustus 1975 | Utrecht       |
|              | 2,20 m    | 6 juni 1976      | Dortmund      |
|              | 2,21 m    | 7 mei 1977       | Milaan        |
|              | 2,26 m    | 5 juni 1977      | Turijn        |
|              | 2,27 m    | 4 juni 1978      | Turijn        |
|              | 2,28 m    | 1 september 1979 | Leiden        |

Indoor
| Onderdeel    | Prestatie | Datum            | Plaats        |
| ------------ | --------- | ---------------- | ------------- |
| hoogspringen | 2,11 m    | 24 februari 1973 | Leiden        |
|              | 2,22 m    | 13 maart 1977    | San Sebastian |
|              | 2,26 m    | 17 februari 1980 | Rotterdam     |

## Palmares

### hoogspringen
- 1972:  NK - 2,03 m
- 1973:  NK - 2,08 m
- 1973: 12e EK U20 te Duisburg - 2,00 m
- 1974:  NK indoor - 2,06 m
- 1974:  NK - 2,06 m
- 1975:  NK - 2,12 m
- 1976:  NK indoor - 2,10 m
- 1976:  NK - 2,18 m
- 1977:  NK indoor - 2,15 m
- 1977:  EK indoor - 2,22 m
- 1978:  NK - 2,08 m
- 1979:  NK indoor - 2,18 m
- 1979:  NK - 2,26 m
- 1980:  NK indoor - 2,20 m
- 1980: 7e EK indoor - 2,26 m
- 1980:  NK - 2,06 m
- 1981:  NK indoor - 2,11 m
- 1985:  NK indoor - 2,09 m
- 1985:  NK - 2,12 m
- 1986:  NK indoor - 2,15 m
- 1986:  NK - 2,17 m
- 1988:  NK indoor - 2,11 m
- 1988:  NK - 2,14 m

## Onderscheidingen
- KNAU-jeugdatleet van het jaar (Albert Spree-Beker) - 1972
- KNAU-atleet van het jaar - 1976, 1977